# Václav Weinzettl

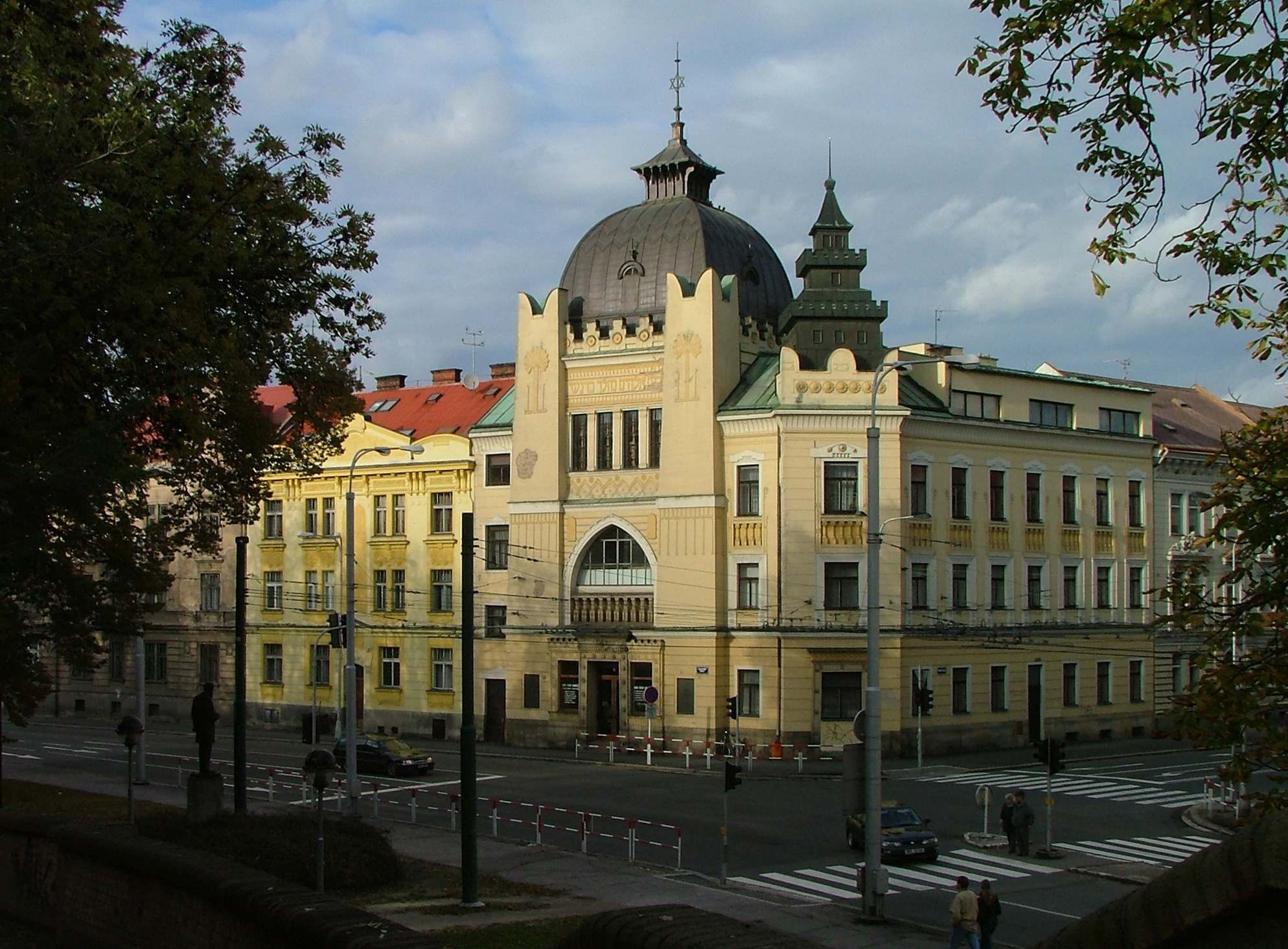
Ehemalige Synagoge in Königgrätz, eröffnet 1905

Václav Weinzettl (* 4. Januar 1862 in Stráž nad Nežárkou, Böhmen, Österreich-Ungarn; † 24. April 1930 in Prag, Tschechoslowakei) war Architekt und Direktor einer Fachschule für Steinbearbeitung in Böhmen.

## Leben
Nach der Matura studierte Weinzettl von 1882 bis 1887 Architektur an der Tschechischen Technischen Universität Prag (ČVUT).
Sein beruflicher Tätigkeitsschwerpunkt befand sich an der Bildhauer- und Steinmetzfachschule von Hořice v Podkrkonoší (Horschitz) bei Königgrätz in Ostböhmen, wo Weinzettl vom 1. September 1890 bis zum 28. Februar 1895 sowie vom 1. März 1897 bis zum 22. April 1929 als Professor lehrte. Als Direktor stand er dieser Schule vom 1. Juni 1904 bis zu seiner Pensionierung vor. Er war der Amtsnachfolger von Vilém Dokoupil. Beide konnten zu Beginn des 20. Jahrhunderts auf die Entwicklung der Schule prägenden Einfluss ausüben.
Seit 1905 war er zusätzlich technischer Referent der Zentralgesellschaft für die Erhaltung der Kriegsdenkmäler aus dem Jahr 1866 in Böhmen (Ústřední spolek pro udržování vojenských pomníků z roku 1866 v Čechách), die nach dem Preußisch-Österreichischen Krieg errichtet worden waren, und ab 1908 Direktor des Industriemuseums im Riesengebirgsvorland in Hořice v Podkrkonoší. Im selben Jahr schuf er als Außenstelle des Museums eine Galerie der Skulpturen mit Sammlung für zeitgenössische Plastik ein, die seitdem von der Fachschule, besonders im Rahmen von Veranstaltungen, genutzt wird. Ein späterer Galeriebau befindet sich in Hořice hinter dem Smetana-Park am Berg Gothard. 
Das von ihm geschaffene kulturelle Erbe besteht überwiegend aus Denkmälern und einigen Gebäuden. Seine Werke sind Zeugnisse der Jugendstilarchitektur in Böhmen.

## Ausgewählte Werke

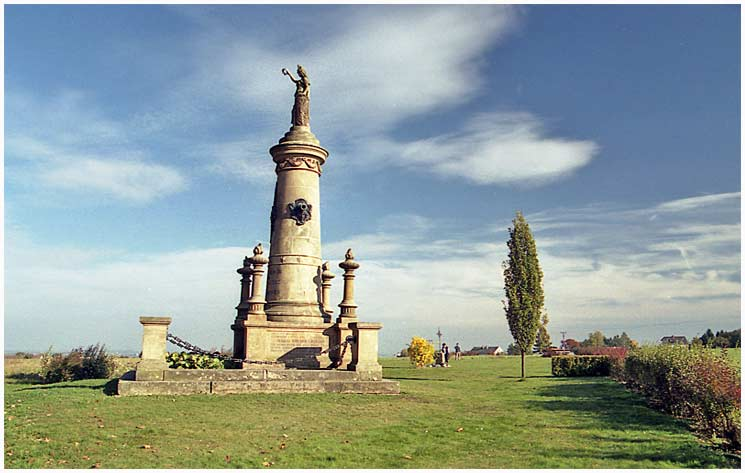
Denkmal „Batterie der Toten“ (Baterie mrtvých) in Chlum (Všestary) bei Königgrätz (Hradec Králové), errichtet 1893

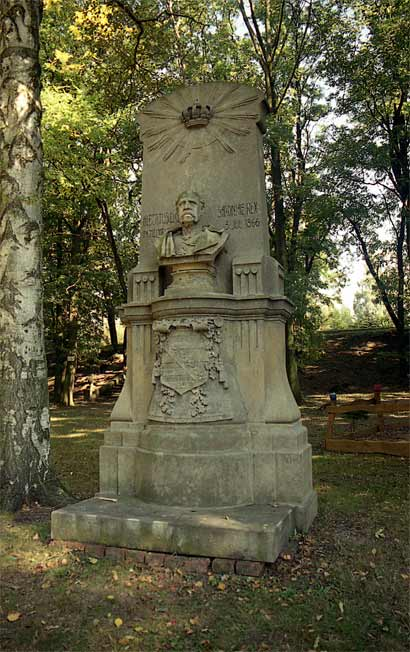
Denkmal für König Albert von Sachsen in Probluz / CZ

- Entwurf zum Denkmal „Batterie der Toten“ (Baterie mrtvých) in Chlum (Všestary) zur Schlacht bei Königgrätz (1866), 1893
- Bauleitung im Bereich des Familienvermögens von Kaiser Franz Joseph I. in Wien, 1895–1897
- Denkmal für das 74. österreichische Infanterieregiment bei Horní Přím (Entwurf: zusammen mit Dokoupil), 1894
- Denkmal der Schlacht von Kolín (1757)  bei Křečhoř, gemeinsam mit dem Bildhauer Mořic Černil, 1899
- Entwurf des Gesamtplanes und von zwei Pavillons (Krkonošský / Riesengebirge, Sochařství a kamenictví / Bildhauer und Steinmetz) der Nordostböhmischen Ausstellung 1903, Hořice v Podkrkonoší, 1903
- Meteorologische Säule in Hořice v Podkrkonoší, 1903 (1950 bei Kanalisations- und Pflasterarbeiten beseitigt)
- Zentrales Gedenkkreuz in Nový Bydžov (Entwurf: Weinzettel), 1902
- Obelisk zum Gedenken an František Ladislav Rieger, Hořice v Podkrkonoší, 1903–1907
- Denkmal mit Büste für König Albert von Sachsen in Probluz (Entwurf: Weinzettl, Ausführung: Karl Ludwig Legrain, František Vondráček), 1904
- Neue Synagoge in Königgrätz, 1904–1905
- Ossarium Kbelnice in Brada-Rybníček 1904–1906
- Grabanlage der Familie Schlick (Šlik) in Veliš, 1926